# Listas de titulares de cargos políticos no Protetorado da Boêmia e Morávia
Estas são listas de titulares de cargos políticos no Protetorado da Boêmia e Morávia, que de 15 de março de 1939 a 5 de maio de 1945 compreendia as partes da Tchecoslováquia ocupadas pelos alemães. As listas incluem tanto os representantes das autoridades checas reconhecidas como o Reichsprotektoren alemão ("protetores do Reich") e o Staatsminister ("Ministro de Estado"), que detinha o verdadeiro poder executivo.

Bandeira da Boêmia e Morávia

Brasão de armas da Boêmia e Morávia

## Governo do Protetorado
Nota: O Presidente do Estado (Státní prezident / Staatspräsident) Emil Hácha e o Primeiro-Ministro (Předseda vlády / Premierminister) Rudolf Beran ocuparam o cargo antes da ocupação alemã, durante a Segunda República Checoslovaca, e foram oficialmente confirmados nesses cargos (com soberania muito limitada e poder) pelas autoridades alemãs poucos dias após a ocupação.

### Presidente do Estado da Boêmia e Morávia
| N° | Retrato | Nome                   | Mandato             | Mandato           | Mandato         | Partido Político  |
| N° | Retrato | Nome                   | Posse               | Desapossamento    | Tempo no Cargo  | Partido Político  |
| -- | ------- | ---------------------- | ------------------- | ----------------- | --------------- | ----------------- |
| 1  |         | Emil Hácha (1872–1945) | 16 de março de 1939 | 9 de maio de 1945 | 6 anos, 54 dias | Parceria Nacional |

### Primeiros-Ministros da Boêmia e Morávia
| N° | Retrato | Nome                                 | Mandato               | Mandato                | Mandato          | Partido Político                              |
| N° | Retrato | Nome                                 | Posse                 | Desapossamento         | Tempo no Cargo   | Partido Político                              |
| -- | ------- | ------------------------------------ | --------------------- | ---------------------- | ---------------- | --------------------------------------------- |
| –  |         | Rudolf Beran (1887–1954) Interino    | 16 de março de 1939   | 27 de abril de 1939    | 42 dias          | Parceria Nacional Partido da Unidade Nacional |
| 1  |         | Alois Eliáš (1890–1942)              | 27 de abril de 1939   | 27 de setembro de 1941 | 2 anos, 153 dias | Independente                                  |
| –  |         | Jaroslav Krejčí (1892–1956) Interino | 19 de janeiro de 1942 | 28 de setembro de 1941 | 113 dias         | Parceria Nacional                             |
| 2  |         | Jaroslav Krejčí (1892–1956)          | 19 de janeiro de 1942 | 19 de janeiro de 1945  | 3 anos           | Parceria Nacional                             |
| 3  |         | Richard Bienert (1881–1949)          | 19 de janeiro de 1945 | 5 de maio de 1945      | 106 dias         | Parceria Nacional                             |

## Representantes alemães

### Comandante Supremo da Wehrmacht na Boêmia e Morávia
| N° | Retrato | Nome                                                   | Mandato             | Mandato             | Mandato        | Ramo |
| N° | Retrato | Nome                                                   | Posse               | Desapossamento      | Tempo no Cargo | Ramo |
| -- | ------- | ------------------------------------------------------ | ------------------- | ------------------- | -------------- | ---- |
| 1  |         | General der Infanterie Johannes Blaskowitz (1883–1948) | 15 de março de 1939 | 18 de março de 1939 | 3 dias         | Heer |

### Protetores do Reich da Boêmia e Morávia
| N° | Retrato | Nome                                                        | Mandato                | Mandato               | Mandato          | Partido Político | Ref.        |
| N° | Retrato | Nome                                                        | Posse                  | Desapossamento        | Tempo no Cargo   | Partido Político | Ref.        |
| -- | ------- | ----------------------------------------------------------- | ---------------------- | --------------------- | ---------------- | ---------------- | ----------- |
| 1  |         | SS-Obergruppenführer Konstantin von Neurath (1873–1956)     | 21 de março de 1939    | 24 de agosto de 1943  | 4 anos, 156 dias | NSDAP            | [ 5 ]       |
| –  |         | SS-Obergruppenführer Reinhard Heydrich (1904–1942) Interino | 29 de setembro de 1941 | 4 de junho de 1942 †  | 248 dias         | NSDAP            | [ 7 ] [ 8 ] |
| –  |         | SS-Oberst-Gruppenführer Kurt Daluege (1897–1946) Interino   | 5 de junho de 1942     | 24 de agosto de 1943  | 1 ano e 80 dias  | NSDAP            | [ 9 ]       |
| 2  |         | Wilhelm Frick (1877–1946)                                   | 24 de agosto de 1943   | 19 de janeiro de 1945 | 1 ano, 257 dias  | NSDAP            |             |

### Ministro de Estado da Boêmia e Morávia
Em 20 de agosto de 1943, às vésperas da nomeação de Wilhelm Frick, foi criado o Ministério de Estado da Boêmia e Morávia dentro do gabinete de Hitler, que assumiu muitos poderes do primeiro-ministro e do protetor do Reich. O SS-Obergruppenführer Karl Hermann Frank, SS Superior e Líder da Polícia (Höherer SS-und Polizeiführer, HSSPF, HSS-PF, HSSuPF) na Boêmia e Morávia e ex-Secretário de Estado no Gabinete do Protetor do Reich desde 1939, foi o único Estado Ministro (com o título Staatsminister im Range eines Reichsministers) da Boêmia e Morávia, reduzindo a antiga posição importante de Protetor do Reich a um papel cerimonial. 
| N° | Retrato | Nome                                                | Mandato              | Mandato           | Mandato         | Partido Político | Ref.   |
| N° | Retrato | Nome                                                | Posse                | Desapossamento    | Tempo no Cargo  | Partido Político | Ref.   |
| -- | ------- | --------------------------------------------------- | -------------------- | ----------------- | --------------- | ---------------- | ------ |
| 1  |         | SS-Obergruppenführer Karl Hermann Frank (1898–1946) | 20 de agosto de 1943 | 8 de maio de 1945 | 1 ano, 261 dias | NSDAP            | [ 13 ] |

## Estandartes Governamentais

Bandeira de serviço do Protetor do Reich (1939–1944)
Bandeira de serviço do Protetor do Reich (1944–1945)
Bandeira de serviço do Ministro de Estado da Boêmia e Morávia (1944–1945)
Bandeira de serviço do Representante da Wehrmacht na Boêmia e Morávia (1939–1945)
Estandarte do Presidente do Estado